# Abbaye Saint-Nicolas-des-Prés de Tournai
Ne doit pas être confondu avec Abbaye Saint-Nicolas-des-Prés.
Pour les articles homonymes, voir Abbaye Saint-Nicolas et Saint-Nicolas.
L'abbaye Saint-Nicolas-des-Prés de Tournai rassemblait une communauté religieuse de chanoines réguliers de saint Augustin à Tournai, en Belgique, dans la province de Hainaut. Elle semble avoir été fondée en 1123 et a déménagé plusieurs fois. Occupant en 1779 le couvent des Jésuites, elle fut fermée et a laissé l'endroit au séminaire de Tournai.

## Géographie
En 1125, l'abbaye se trouve sur la colline Saint-Médard près de la porte Sainte-Catherine, à Tournai. En 1132, elle se trouve près de l'Escaut, vers la commune de Chercq, où l'on peut encore voir des ruines du XIIIe siècle. En 1610, on retrouve l'abbaye rue des Récollets, puis près de l'église Sainte-Marguerite. Enfin, en 1779, l'abbaye s'est implantée au couvent des Jésuites.

## Histoire
Vers1100, Ailbert d'Antoing, chanoine de Tournai fonde une église sur la colline Saint Médard. Cette église sera à l'origine de la fondation quelques années plus tard, vers 1123-1125, de l'abbaye.
L'abbaye fut inondée à plusieurs reprises lors des débordements de l'Escaut notamment en 1195 et 1395, amenant les moines à exhausser les bâtiments à chaque fois.
À son apogée, l'abbaye occupait un terrain d'environ 2 hectares et abritait un hôpital.
Elle eut pendant quelques années comme voisin un couvent d'Augustines qui déménagea rapidement en raison de la promiscuité générée.
Le site de l'abbaye fut abandonné par ses derniers moines en 1661, l'abbaye ayant été expropriée au motif de la reconstruction de la citadelle. Elle reçut en compensation l'église Sainte Marguerite de Tournai.
Implantée en 1779 au couvent des Jésuites de Tournai, l'abbaye a été supprimée en 1795, l'endroit étant occupé par la suite par un séminaire épiscopal.

## Patrimoine
L'ancienne abbaye, actuel séminaire de Tournai, comporte une cour entourée de bâtiments datés 1640 et 1663. L'église, construite entre 1601 et 1665, est de type hallekerk avec une façade style Renaissance. Le séminaire abrite une bibliothèque et une galerie de tableaux.

## Pour compléter